# Исхаков, Дамир Мавлявеевич
Дамир Мавлявеевич Исхаков (тат. Дамир Мәүләви улы Исхаков; род. 11 декабря 1951, Шемордан, Чурилинский район, Татарская АССР, РСФСР, СССР) — советский и российский учёный, этнограф. Доктор исторических наук (2000). Лауреат Государственной премии Республики Татарстан в области науки и техники (2003).

## Биография
Дамир Мавлявеевич Исхаков родился 11 декабря 1951 года (3 января 1952 года по паспорту) в селе Шемордан Чурилинского района (ныне — Сабинского) Татарской АССР. Из татарской семьи: отец — Мавляви Исхакович (1919—1988), из состоятельных крестьян, служил заведующим на складе; мать — Роза Габдрахмановна (урожд. Камалова, р. 1930), из мулл, работала бухгалтером.
Окончив татарскую школу в родном селе, в 1969 году уехал в Казань и поступил на историко-филологический факультет Казанского государственного университета имени В. И. Ульянова-Ленина, который окончил в 1974 году. В студенческие годы увлёкся этнографией, участвовал в различных этнографических и археологических экспедициях под руководством А. Х. Халикова, что вылилось в дальнейшем в интерес к вопросу происхождения татар. В 1974—1977 годах работал преподавателем истории в Икшурминской средней школе, написав и опубликовав в это время историю села. В 1977 году поступил в аспирантуру при Институте этнографии имени Н. Н. Миклухо-Маклая Академии наук СССР, которую окончил в 1980 году. Несмотря на сопротивление казанских научных кругов, в частности, негативную рецензию А. Х. Халикова, в том же году получил учёную степень кандидата исторических наук, защитив диссертацию «Расселение и численность татар в Среднем Поволжье и Приуралье в XVIII—XIX вв.» под научным руководством С. И. Брука. В 1981 году вернулся в Казань, поступив на работу в Институт языка, литературы и истории имени Г. Ибрагимова Казанского филиала Академии наук СССР (в дальнейшем — Академии наук Республики Татарстан), где в 1987—1993 годах занимал пост заведующего отделом этнографии. В 1988 году с подачи парткома института принят в члены КПСС, хотя был подвергнут критике как «националист».
Начиная с 1988 года занимался национальными проблемами, выступил одним из идеологов татарского национального движения конца 1980-х — начала 1990-х годов. Являлся одним из инициаторов создания Всетатарского общественного центра, где занимался в основном идеологической работой, исполнял обязанности председателя-координатора (1989—1990), затем председателя политического совета ВТОЦ (1991—1992), был автором его многих программных документов. Вместе с Р. С. Хакимовым подготовил первую программу движения, выпустив в дальнейшем ряд основополагающих и аналитических документов для курултаев и пленумов ВТОЦ, в частности, по вопросам суверенитета Татарстана, перехода на латиницу, организации национального университета. В 1992 году вышел из руководящих органов движения из-за теоретических разногласий, потерпев неудачу с организацией аналитического центра при ВТОЦ. В дальнейшем указывал, что это совпало с кризисом внутри организации, с приходом к власти радикальных националистов и, одновременно, старением активной части движения.
Сейчас многие любят говорить о тех процессах, в которых они совершенно не разбираются. Например о том, что Татарский общественный центр был создан… обкомом партии. Мне смешно это слушать. Я ведь в ТОЦ присутствовал с самого начала, детально знаю каждый шаг. И потом — сохранилось огромное количество документов той поры… Сейчас ТОЦ как организация перестал существовать, и сегодня умеренный национализм представляют университетские профессора и другие учёные. Это люди, которые обладают достаточным образовательным уровнем, ездят по всему миру и умеют превосходно формулировать и отстаивать свои убеждения. Конечно, к радикальным идеям они не склонны. И мне лично кажется, что и в других странах то же самое.Дамир Исхаков, из интервью.
Из-за конфликта с руководством ИЯЛИ в лице М. З. Закиева, стоящего на позиции булгарской теории о происхождении татарского народа, в 1996 году в числе группы татаристов перешёл в новобразованный Институт истории АН РТ (в дальнейшем — имени Ш. Марджани), который возглавил Р. С. Хакимов. В 2000 году получил степень доктора исторических наук, защитив диссертацию на тему «Этническое развитие волго-уральских татар в ХV — начале XX вв.» в Институте этнологии и антропологии имени Н. Н. Миклухо-Маклая РАН. С 2001 года был ведущим, с 2002 года — главным научным сотрудником отдела этнологии, затем отдела исследования Золотой Орды и татарских ханств. Активно занимаясь общественной деятельностью, в 2002 году стал активно участвовать в работе Всемирного конгресса татар, был автором его программных документов, занимал пост заместителя председателя исполнительного комитета, члена бюро исполкома, председателя комиссии по развитию татарского этноса, в основном, занимаясь экспертной и аналитической деятельностью. В 2003 году в качестве политтехнолога участвовал в выборах президента Башкортостана на стороне кандидата С. А. Веремеенко, был одним из разработчиков проектов «Концепции государственной национальной политики РТ» (2007 г.), «Государственной программы развития профессионального образования в РТ на 2008—2012 гг.» (2008), «Стратегии образования в РТ на 2011—2020-е годы» (2010). В 2003—2009 годах возглавлял Центр этнологического мониторинга, изначально созданный при ВКТ и дальнейшем присоединённый к институту, до ликвидации Хакимовым. В 2004 и 2007 годах попытался избраться в члены-корреспонденты Академии наук Республики Татарстан, но оба раза был забаллотирован.
В 2017 году из-за конфликта с Хакимовым был уволен из института. В том же году на учредительном съезде Всетатарского общества краеведов избран заместителем его председателя, а затем стал главным редактором печатного органа ВОК — журнала «Туган җир», национально-культурного издания о Татарстане и татарском народе. Специализируется на демографии, этнографии, истории и культурологии татарского народа, а также на этносоциологии и исламоведении. Является автором ряда трудов, книг, монографий, учебных пособий, статей и тезисов для научных изданий по татарскому национальному вопросу, этнодемографическим процессам, в частности, известны его работы о кряшенах и нагайбаках. Участвовал в подготовке академического семитомника «История татарского народа с древнейших времен», монографии «Татары», шеститомной «Татарской энциклопедии». Активно сотрудничает с российскими и республиканскими средствами массовой информации, выступает со статьми по различным вопросам.
Меня как учёного больше всего интересует татарское Средневековье (XIII — XVI вв.): период этот плохо исследованный, тёмный, источники разбросаны по многим странам и плохо проанализированы… Между тем наше Средневековье — ключ к ответам на многие вопросы. Тогда мы стали этносом. И когда сегодня мучаемся, не понимая, почему татары настолько не способны действовать коллективно, почему мы раздроблены, чем объясняются какие-то ошибки, — я думаю, надо обратиться к средневековой истории — многие причины там. А мы сейчас имеем дело со следствием…Дамир Исхаков, из интервью.
Считает себя левым социал-демократом, националистом-центристом, не отделяет свою академическую, этнографическую работу от политической, активно выступая в защиту прав татарского народа. В 2021 году вошёл в федеральный список Российской партии свободы и справедливости под руководством М. Л. Шевченко, получив регистрацию для участия в выборах в Государственную думу, где в случае избрания обещал заняться законами об образовании и национально-культурной автономии. Во время избирательной кампании запомнился перепалкой на федеральном телевидении с лидером ЛДПР В. В. Жириновским по вопросу татарского народа, в итоге в думу не прошёл, пообещав в дальнейшем в партии отвечать за вопросы национального образования и федерализма. В 2021 году отметил 70-летний юбилей.
Татары — один из самых дисперсно расселённых народов в мире. Сейчас, на мой взгляд, в регионах много положительных тенденций. Всюду идёт процесс накапливания средств, и богатые люди всё-таки начали поворачиваться в сторону национальных организаций. Катастрофический элемент есть только один — Казань не выполняет свою функцию национального центра татар. Это очень плохо потому, что когда на местах люди созревают для серьёзной работы, они обращаются сюда. Но здесь не встречают понимания…Дамир Исхаков, из интервью.

## Награды

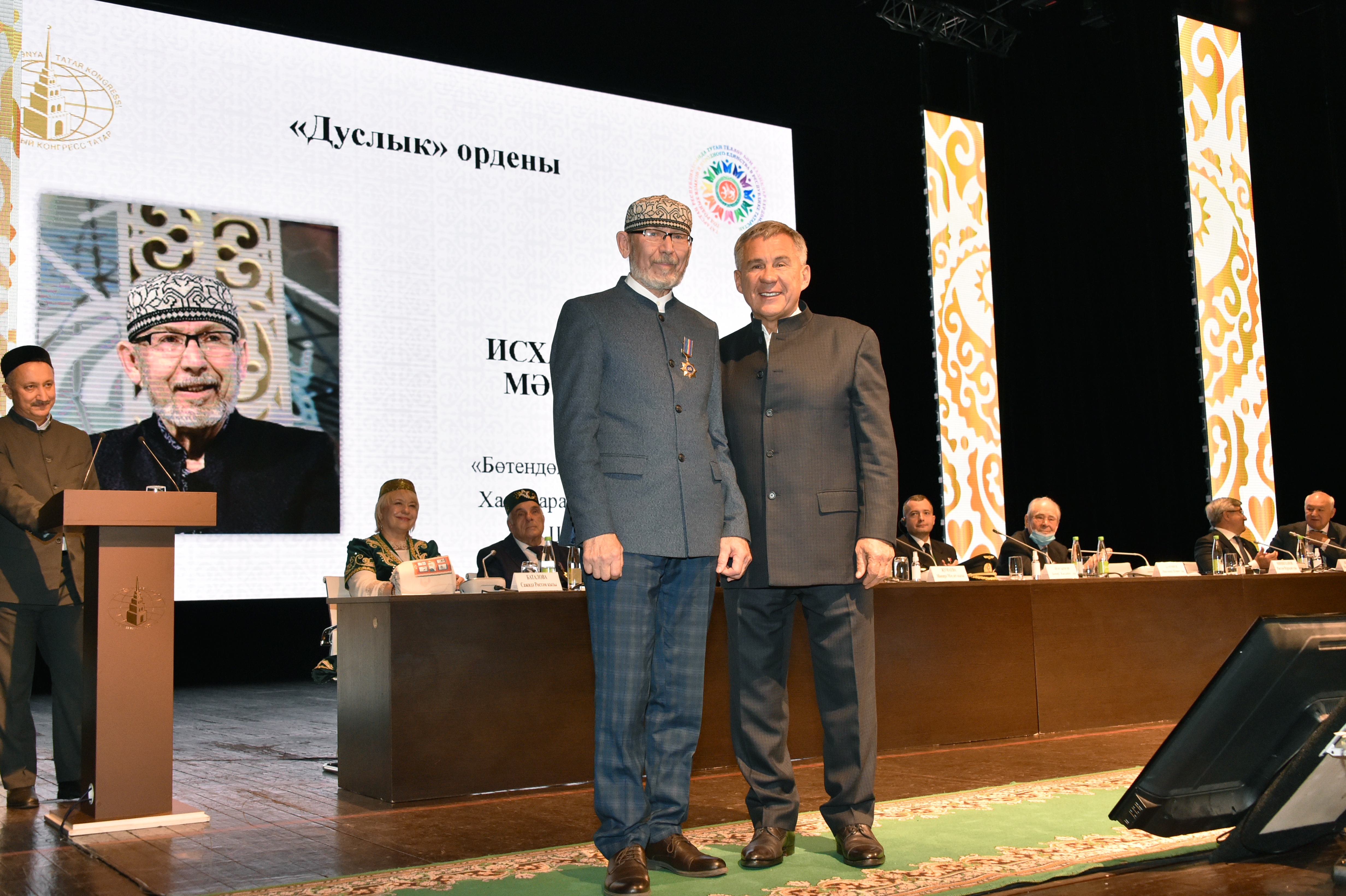
На вручении ордена, 2021 год

- Медаль «В память 1000-летия Казани» (2005 год)[34].
- Орден «Дуслык» (2021 год) — за особый вклад в сохранение и развитие татарской национальной культуры, активную общественную деятельность[46]. Вручён президентом Республики Татарстан Р. Н. Миннихановым на национальном собрании татарского народа «Милләт җыены» в Татарском государственном академическом театре имени Г. Камала[47].
- Государственная премия Республики Татарстан в области науки и техники (2003 год) — за монографию «Татары»[48].
- Почётные грамоты Академии наук Республики Татарстан (1999, 2001, 2006 гг.), министерства образования и науки РТ (2007 год)[34].

## Личная жизнь
Жена — Зайтуна Асхатовна (р. 1950), кандидат филологических наук, старший научный сотрудник отдела общей лингвистики Института языка, литературы и искусства имени Г. Ибрагимова. Двое детей — сын Тимур и дочь Ляйсан, есть внуки. Увлекается садоводством.